# 동방의 별의 교단
동방의 별의 교단(Order of the Star in the East, OSE)은 1911년부터 1927년까지 인도 아디아르의 신지학협회의 주도로 설립된 단체이다. OSE의 선구 단체는 떠오르는 해의 교단(Order of the Rising Sun)이며 별의 교단(Order of the Star, 1927~29년)이 그 뒤를 잇는다.

## 별의 교단 창설
1891년, 신지학 협회의 창설자 헬레나 블라바츠키 부인은 '협회의 진정한 목적은 세계의 교사가 지상에 재림하실 때를 위해 회원들을 준비시키는 것이다'라고 말했다. 그리고 1911년, 장차 세계의 교사로 발탁되어 세계적 복음을 가져올 조직으로서, 협회와는 별개로 〈별의 교단〉이 창설되었다. 소년 크리슈나무르티에게 지도자의 자질을 키워주기 위해 그를 대학에 입학시켜려 하였으나, 여러 가지 이유로 입학하지 못한 채 1921년 다시 인도로 돌아왔다. 다음 해 미국으로 건너가 로스엔젤레스에서 80마일 떨어진 캘리포니아 오하이 협곡 안의 요양처에 머무른다. 인디안 말로 보금자리를 뜻하는 이 곳에서 크리슈나무르티는 일생 일대 전환점이 된 '신비적 체험'을 겪었다. 25세 때의 일이다. 이 신비적 체험에 대해 그는 '삶의 원천에서 깨끗하고 맑은 물을 마신 것 같다.고 했다. 나의 갈증은 치유되었다. 나는 두 번 다시 갈증을 느끼지 않을 것이다. 두 번 다시 빛이 없는 어둠에 빠지는 일은 없을 것이다. 나는 '광명'을 보았다.

## 별의 교단 해단 선언문
별의 교단 해단 선언문은 지두 크리슈나무르티가 연설한 해단 선언문이다. 다가올 마이뜨리야, 즉 미래의 스승으로 준비되어 온 지두 크리슈나무르티는 신지학(神智學)협회를 이끌어 온 베산트 여사에 의해 그를 14세때 어느 해변가에서 발견하고 직접 양육되었다.
1929년 8월 2일 네델란드 옴멘 캠프는 다음날 아침에 있게 될 '별의 교단 해산선언 연설문'을 듣기 위해, 세계 각국에서 모여든 사람들로 긴장된 시간 속에서 연설을 기다리고 있었다. 앞으로 다가올 세계를 이끌어 가기를 믿고 따르는 사람이 이 '별의 교단'에서 나왔고, 그 교단의 주인인 크리슈나므르티 자신이 그를 오랫동안 지켜봐 온 수천명의 단원들을 하루 아침에 해산하려고 하였다. 그의 별의 교단 해산 선언은 자신을 믿고 따르는 회원들을 해산하는 발표문이기 때문에, 거기 모인 단원들은 물론 전 세계에 흩어져 그를 지켜보아 온 수많은 사람들이 모두 긴장된 가운데 이 연설을 듣기 시작하였다.
그는 1929년 8월 3일 네델란드 국영방송을 통하여 3천명이나 모여 있는 청중들을 향해, 그는 예고도 없이 갑자기 오랜 전통 속에서 계획되어 있던 인류를 구원하고자 준비된 지도자를 거부하고, 그를 추앙해 온 거대한 조직과 수십만 회원들을 해산해버리는 결단으로 연설을 하였다.
그는 '진리는 길이 없는 육지'라고 말문을 열면서, '진리를 구할 목적으로 조직이 구성된다면, 그것은 목발이 되고 붕대가 되어 진리를 구하려는 사람을 불구로 만들 것’이라고 말하였다. 그는 ‘나는 추종자들을 원치 않으며 인간을 모든 새장, 공포, 종교로부터 자유롭게 만들고 싶다’고 선언하였다. 그는 1930년에 공식적으로 신지학회에서 탈퇴했고, 그해 7월부터 스스로 새로운 사람들을 대상으로 공개강연을 하기 시작하였다.

## 참고 문헌
- 공병효,《교육받은 야만인》, 한성문화사 1994. 119쪽(서울대학교 중앙도서관 소장)
- 메리 러티엔스,《명상록》, 지문사 1986. pp. 23-24 공병효(엮음)
- 메리 루틴스,《욕망으로부터의 자유》,청하 1986. 118쪽 공병효(엮음)